# Махмуд Устаосманоглу аль-Уфи
Шейх Махмуд Устаосманоглу аль-Уфи, (тур. Mahmut Ustaosmanoğlu; 1929, Миччо, Оф, Трабзон — 23 июня 2022, Стамбул) — крупный современный учёный ханафитского мазхаба, муфассир, духовный наставник. Является 36-м духовным звеном в золотой цепи преемственности шейхов тариката Накшбандийя-Муджадидийя, ветви Халидийя. Лидер джамаата «Исмаил Ага».

## Биография

#### Детство, юность, учёба
Родился в 1929 году в селе Миччо (сейчас Тавшанлы) близ города Оф. Отец, Али ибн Мустафа, исполнял обязанности муэдзина и имама местной мечети, мать — Фатима дочь Туфана Ванлыоглу. Когда Махмуду исполнилось 6 лет, под контролем отца начал заучивать Коран. Сначала заучивая по две, а после по четыре страницы, вскоре становится хафизом Корана. После этого прошёл уроки таглима (махраджа) у Мехмеда Рушту Ашик Кутлу ходжи из деревни Чуфарукса. Затем в деревне Балабан прошёл уроки «Амсиля», «Бина» у Абдульваххаб ходжи, а также прошёл тафсир суры «Ясин» у Мустафы и Хасана Ибрахимоглу, от них Махмуд эфенди уехал читать хатм Корана в месяце Рамазан в город Кайсери. Здесь Махмуд эфенди остался на год и под руководством Тасбихчизаде Хаджи Ахмад эфенди изучал фарси и арабский язык. В течение этого года изучил книги «Субха-и сыбъян», «Тухфа-и Вахби», «Авамиль» и «Изхар». Вернувшись из Кайсери, он отправляется в деревню Чалек близ города Оф к известному ученому, выпускнику медресе «Сулеймание» Хаджи Дурсун Файзи Гувен ходже-эфенди, у него он изучил такие науки, как Каваид, Фикх, Тафсир, Хадис и Калям.
В 1945 году в возрасте 16 лет получил иджазу по шариатским наукам. Вернувшись в родную деревню, начал преподавательскую деятельность и занял пост имама-хатыйба в мечети. В этом же году его женят на дочке тёти Зухре, у них родилось трое детей: Ахмад (род. 1949), Абдулла (род. 1952) и Фатима (1953—2004).
В 1952 году Махмуда-эфенди забирают в армию в город Бандырма.
В 1954—1996 годах занимает пост имама стамбульской мечети «Исмаил ага».

#### Встреча с Али Хайдаром Ахисхави
У Махмуда-эфэнди был благой обычай навещать шейхов в той местности, где он находится, а если шейх из числа ушедших из сего бренного мира, то хотя бы навещать могилу и прочитать Коран для души посещаемого. Так было и во время службы в армии. Махмуд-эфенди узнает, что в Бандырме покоится шейх Али Риза Аль-Баззаз (к.с.) и, найдя время, навещает его пресветлую могилу. Позже он узнает, что у этого благородного муршида есть халиф (преемник), живущий в Стамбуле в районе Фатих-Чаршамба в дергахе Мустафы Исмет Гарибуллах по имени Али Хайдар Ахисхави.
В это время находящийся в Чаршамбе Али Хайдар эфенди видит вот уже 40 лет назад покинувшего сей бренный мир своего шейха Али Ризу Баззаза. Али Хайдар эфенди, несмотря на свою болезнь, сразу же начинает собираться в путь. Приехав в город Бандырма, остановился в мечети-текке, во дворе которой похоронен шейх Али Риза Аль-Баззаз. После чего он повелел своим мюридам: «Ищите солдата!» Верные приверженцы своего устаза начинают искать некоего солдата, не зная ни его имени, ни фамилии, ни адреса, ничего. Но повеление шейха есть святое, приказ есть приказ. И так проходит несколько дней…
Однажды Махмуд эфенди получает возможность отлучиться со своей военной части, где он проходит службу в вооружённых силах, и направляется к текке с намерением сделать зиярат на могилу шейха Али Риза Баззазу. Во время того как Махмуд эфенди читает Коран на могиле муршида, из мечети выходит один из мюридов шейха Али Хайдара. Увидев Махмуда эфенди в солдатской форме у могилы, он немедленно забегает в мечеть и обращается к своему наставнику: «Мой господин, на могиле нашего устаза один молодой солдат читает Коран!» Али Хайдар эфенди немедля говорит: «Быстрее позовите его сюда!» Сей мюрид, подойдя к Махмуд эфенди, обращается к нему: «Брат мой, в мечети сейчас находится один из шейхов. Он желает видеть вас. Не соизволите ли вы войти во внутрь?!» Махмуд эфенди немедля встает и направляется в мечеть. После того как он показывается в дверях, сам шейх Али Хайдар эфенди встаёт из уважения к нему, после чего обращается к находящимся в холе мечети людям: «Наконец пришёл тот, кому я оставлю аманат!»
Таким образом в 1952 году он становится мюридом у муфтия 4 мазхабов шейха Али Хайдара Ахисхави.
С 1954-го имам мечети Исмаил-ага в Стамбуле. В 1996 году перестает быть имамом мечети из-за достижения 65-летнего возраста.
В 2010 году в Стамбуле произошло знаменательное событие: собрались 320 мусульманских учёных из 42 стран мира. В своём выступлении от имени всех собравшихся учёных муфтий Ливана Усама Руфаи назвал шейха Махмуда аль-Уфи (к.с.) Муджадидом XV века по хиджре и XXI века по григорианскому летоисчислению (милади).
Скончался 23 июня 2022 года.

## Книги
- Тафсир Рухуль Фуркан

Тафсир Рухуль Фуркан тур. Ruhu`l-Furkan Tefsiri Данный тафсир Корана одна из наиболее объёмных работ Махмуда аль-Уфи. В «Рухуль Фуркане» глубоко разбираются вопросы фикха, вероубеждения, тасаввуфа и другие исламские науки. Написание тафсира продолжается (на данный момент вышел 18-й том), ведётся кропотливая работа.
- Наставления

Наставления тур. Sohbetler (4 тома)
- Наставления с Хатм Хаджи

Наставления с Хатм Хаджи тур. Hatm-i Hace Sohbetleri
- Иршадуль Муридин

Иршадуль Муридин тур. İrşadül Müridin
- Рисаля Кудсия

Рисаля Кудсия тур. Risale-i Kudsiyye (2 тома) перевод с османского языка и комментарии
Рисаля Кудсия — великое стихотворное произведение шейха Мустафы Исмета ГарибулЛаха (более известный как Бьюк Шейх Эфэнди). Произведение разделено на 30 частей и состоит из 443 бейтов. Устаз Махмуд аль-Уфи о Рисаля Кудсии сказал: «Она подобна матну (краткое изложение) «Мактубата» (Имама Раббани). Также об этой книге было сказано: «Если у дервиша душа начнет стонать (испытывать тяжесть и сомнения), пусть прочитает одну страницу из Рисаля Кудсия и тогда (если на то будет воля Аллаха) к нему придёт (душевное) облегчение».
Муфтий 4 мазхабов Али Хайдар Ахисхави сказал: «В мире (среди книг написанных людьми) есть 2 книги, против которых невозможно возражать. Первая книга — это Маснави (Дж. Руми), а вторая — Рисаля Кудсия, но в Рисаля Кудсия шариатская науки более глубоко рассмотрены».
В связи с тем, что произведение написано на османском языке и содержит большое количество слов из фарси и арабского языка, шейх Махмуд аль-Уфи написал двух томный труд с комментариями и переводом отдельных арабских и персидских слов на современный турецкий язык. Но комментарии к Рисаля Кудсия начал писать ещё муфтий Али Хайдар Ахисхави, поэтому в шархе (пояснении), сделанном Махмудом аль-Уфи, добавлены и комментарии самого Али Хайдар Ахисхави, сделанные им на полях своей книги. Первый том книги с комментариями был опубликован 4 августа 2000 года.
Okunmaz bu ilim asla kitapla 

Eğer çi hep beyan oldu kitapta 

Verildi yedi bin yed sadri hitapla

Değildir harfu-savf  ya kubabla 

Teselsülle bulup hakka gidelim. 

Cemâli bâ kemâle seyr idelim.

(Отрывок из Рисаля Кудсия)

## Некоторые назидания шейха Махмуда аль-Уфи
Один хазрат (то есть сведущий в религии) более полезен, чем сто тысяч телевизоров.
Рабита может быть только с любовью, любовь же может быть только с послушанием (итиба), если будешь слушаться, то полюбишь и будешь любим.
В момент оставшийся без «Мактубата», прерывается фейз (свет познания Аллаха).
Люди подобны мясу, а учёные соли. Подобно тому как мясо начинает тухнуть без соли, таким же образом, оставшийся без вааза (наставлений) начинает гнить и пахнуть.
Когда Всевышний Аллах повелит тебе читать книгу деяний твоих, то рядом положит Священный Коран и скажет: «Ты сотворил этот грех. Где ты нашёл его в Моей Книге, чтобы сделать».
Пропустить Духа намаз тяжелее для меня, чем смерть. Лучше умереть, чем пропустить его.
Не принимающего чалму, не принимает наш Пророк, Джабраиль и Сам Всевышний Аллах.
Всё проклято в этом мире, кроме: зикруллаха (упоминания Аллаха), делающего «Амр биль магруф, нахйи аниль мункар» (побуждение к благому, и порицание всего непристойного), учащегося и обучающего.
Если получив от тебя письмо, твои отец, мать или же жена отложат его на несколько дней не прочитав, то это конечно тебя расстроит. А ведь твой Господь видит тебя, а ты даже в руки не берёшь Его Письмо (то есть Священный Коран), тебе бы следовало постесняться.
Ты не поражаешься тому как Всевышний Аллах создаёт молоко из травы и соломы, но тебя приводят в удивление всякие электрические штучки сделанные руками неверных.
Большим грехом является употреблять такие фразы как: «Добрый день» «Добрый вечер» «Алё» и т. д. перед салямом Всевышнего Аллаха. (Ассаляму алейкум)
Если бы семилетний ребёнок знал все, что в нашем сердце, то мы бы были готовы убежать за горы (от стыда). Всевышний Господь знает обо всём, а мы даже не стесняемся.
Следовать европейской моде, тяжелее чем оставление намаза (то есть следовать кафирам очень плохо)
Начинайте учить детей когда они ещё в утробе матери. Если любишь себя, жену и своего ребёнка, то учись арабскому сам и обучай их.
Смотрящий телевизор не любит свою религию.
У кого есть эти три вещи, тот почувствует сладость веры:
а) Любить Всевышнего Аллаха.
б) Любить Посланника Аллаха.
в) Любить брата в религии, только лишь ради Аллаха.
Человек должен бояться потерять веру, подобно тому как он боится быть повешенным.
Сколько вы уделите внимания знаниям, столько же внимания я уделю вам.
Есть более 4000 повседневных сунн, если я отвергну три из них, то не следуйте за мной.
Если бы умирая у меня остался последний вздох, всё равно бы я сказал вам: «учитесь».
Зикр без тафаккура (размышления о Аллахе) подобен снегу идущему летом.
Если ты не займёшь свой нафс истинной, то твой нафс заставит тебя заняться ложью.
Если кто-то выйдет для амри биль маруфа но будет говорить о политике, то ни кому не измерить наказания которое он заслужил.
Посмотревшему на женщину (чужую), в глаза будет налит расплавленный свинец.
Сказавший: «Что из того если женщины будут ходить открытыми?» стал муртедом (отступившим от веры).
Любовь к дунье (бренному миру) опьяняет человека сильней чем вино, и придаёт ему смелости пойти в ад.

## Золотая цепь последователей Пророка до Махмуда Устаосманоглу аль-Уфи
- 1) Пророк Мухаммад
- 2) Абу Бакр Ас-Сыддик
- 3) Салман Аль-Фариси бин Муса
- 4) Касим бин Мухаммад бин Абу Бакр
- 5) Джафар Ас-Садик
- 6) Абу Язид Аль-Бастами
- 7) Абульхасан Аль-Харкани
- 8) Саййид Абу Али Аль-Фармади
- 9) Юсуф Хамдани
- 10) Абдульхалик Аль-Гуджувани
- 11) Ариф Ар-Ривкири ибн Исмаил
- 12) Махмуд Инджир Фагнави
- 13) Али Рамитани
- 14) Мухаммад Баба Ас-Симаси
- 15) Сайид Амир Кулаль
- 16) Бахауддин Мухаммад Накшбанди Аль-Бухари
- 17) Аляуддин ибн Мухаммад Атари Мухаммад ибн Мухаммад Аль-Бухари
- 18) Сайид Якуб Аль-Чарахи
- 19) Убайдулла Аль-Ахрари
- 20) Мухаммад Захид Ас-Самарканди
- 21) Дервиш Мухаммад
- 22) Хаваджа Мухаммад Аль-Амканаки
- 23) Мухаммад Аль-Бакий
- 24) Ахмад Ас-Серхинди Аль-Фаруки
- 25) Мухаммад Масум
- 26) Сайфуддин Абубаракат Ахмад
- 27) Мухаммад Бадавини Сайид Нур
- 28) Хабибуллах Джан Джанан аль-Мазхар
- 29) Абдуллах Дахляви
- 30) Мухаммад Халид Зияуддин Багдади[9]
- 31) Абдуллах Муджавиру фи балядилЛях (аль-Макки)
- 32) Мухаммад Мустафа Исмет ГарибулЛах
- 33) Халиль НурулЛах Заграви
- 34) Али Риза аль-Баззаз
- 35) Али Хайдар Ахисхави
- 36) Махмуд Устаосманоглу аль-Уфи